# Tsushima (đảo)
Tsushima (対馬, Hán Việt: Đối Mã) là một hòn đảo trong quần đảo Nhật Bản nằm giữa eo biển Triều Tiên. Phần đất liền chính của Tsushima từng là một hòn đảo duy nhất, song đã bị tách làm hai vào năm 1671 bằng kênh Ōfunakosiseto và thành ba vào năm 1900 bằng kênh Manzekiseto. Tsushima nay bao gồm Đảo Bắc Tsushima (Kami Jima), Đảo Nam Tsushima (Shimo Jima) và trên 100 hòn đảo nhỏ hơn. Tên Tsushima thường được dùng để đề cập đến tất cả các đảo. Nếu được coi là một đảo đơn nhất, đây sẽ là đảo lớn nhất tỉnh Nagasaki và lớn thứ 10 của Nhật Bản. Thành phố Tsushima bao trùm toàn bộ hòn đảo.

## Địa lý

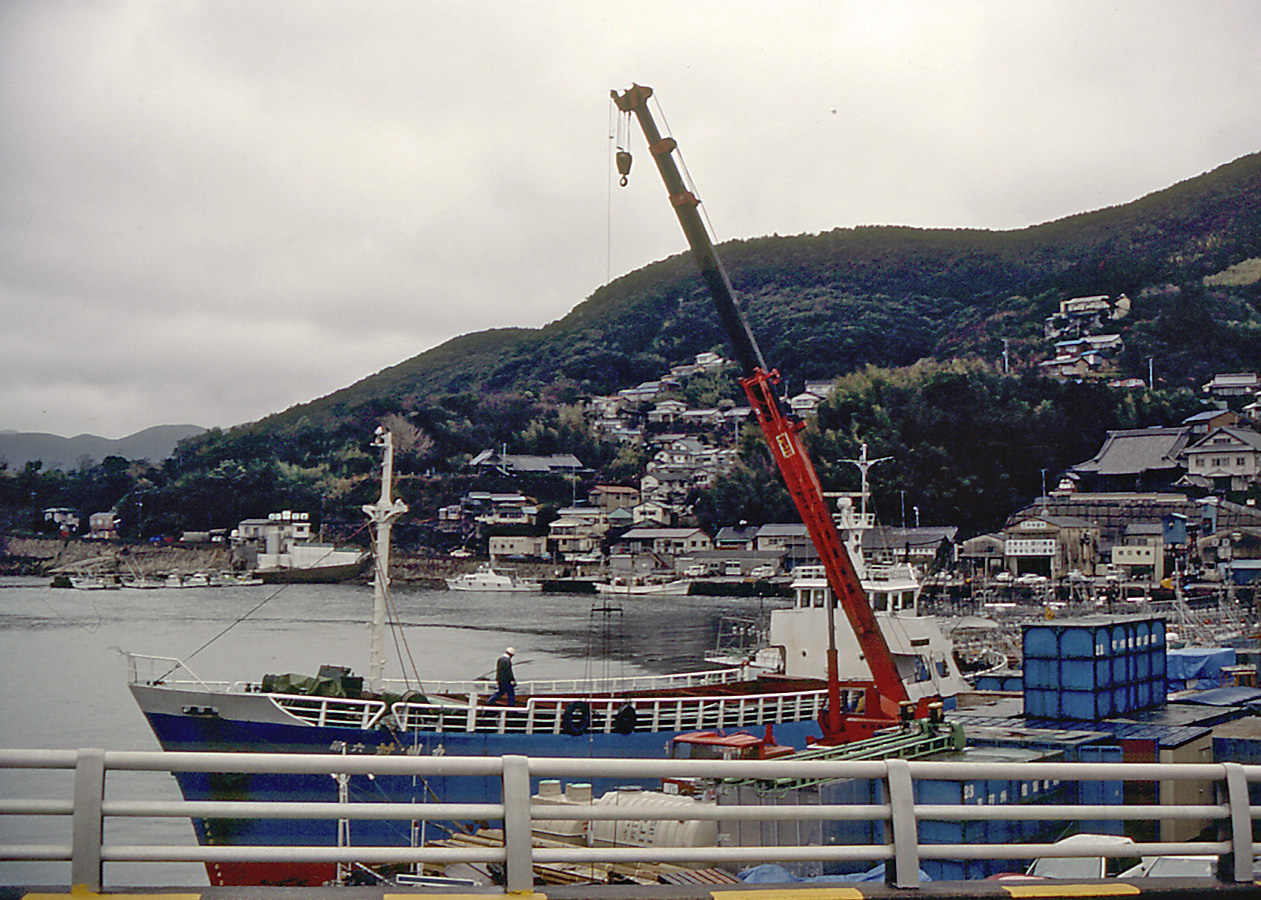
Một cảng trên đảo Tsushima

Đảo Tsushima nằm ở phía tây của eo biển Kanmon giữa hai đảo chính Honshū và Kyūshū. Eo biển Triều Tiên bị đảo Tsushima chi thành hai eo biển; eo lớn hơn, và gần với đất liền Nhật Bản hơn được gọi là eo biển Tsushima. Ōfunakoshi-Seto và Manzeki-Seto, hai kêng đào được hình thành tương ứng vào các năm 1671 và 1900, đã nối vùng lõm sâu của Vịnh Asō sang bờ biển phía đông của đảo. Quần đảo gồm có trên 100 đảo nhỏ khác.
Tsushima là lãnh thổ gần bán đảo Triều Tiên nhất của Nhật Bản, cách Busan chỉ khoảng 50 km  vào những ngày trời quang, từ hai ngọn núi cao ở phía bắc của đảo có thể trông thấy các ngọn đồi và núi của bán đảo Triều Tiên. Cảng gần đất liền Nhật Bản gần nhất, Iki, cũng chỉ cách 50 km. Đảo Tsushima và đảo Iki bao gồm Công viên quốc định Iki–Tsushima, được mô tả là một khu dự trữ và bảo vệ tự nhiên khỏi các phát triển sâu hơn nữa. Hầu hết đảo Tsushima, 89%, được bảo phủ bởi thảm thực vật tự nhiên và đồi núi.
Chính phủ Nhật Bản quản lý đảo Tsushima như một thực thể duy nhất, mặc dù các kênh nhân tạo đã tách hòn đảo trước đây thành hai đảo. Khu vực phía bắc được gọi là Kamino-shima (上島, Thượng Đảo), và miền nam đảo được gọi là Shimono-shima (下島, Hạ Đảo). Cả hai phần này đều có địa hình đồi núi: Shimo-no-shima có nui Yatate (矢立山) cao 649 m (2,130 ft) high, và núi Ariake-yama (有明山), cao 558 m (1,831 ft). Kami-no-shima có Mi-take (御嶽) cao 487 m (1,598 ft). Hai phần này hiện được nối với nhau bằng một tổ hợp cầu và đê đắp cao. Hòn đảo có tổng diện tích 696,26 km².

### Khí hậu
Tsushima có khí hậu cận nhiệt đới hải dương chịu ảnh hưởng mạnh của gió mùa. Nhiệt độ trung bình là 15,5 °C, và lượng mưa trung bình là 2.132,6 mm. Nhiệt độ cao nhất từng được ghi nhận là 36,0 °C vào năm 1966, và lạnh nhất là –8,6 °C vào năm 1895. Phần lớn trong năm, Tsushima mát hơn từ 1 – 2 °C so với thành phố Nagasaki. Lượng mưa trên đảo cũng thường lớn hơn phần đất liền của Nhật Bản. Sự khác biệt này là do hình dạng của đảo vì Tsushima nhỏ và biệt lập, tiếp xúc với tất cả các luồn không khí ẩm từ biển. Gió mùa lục địa mang theo bão cát vàng từ Trung Quốc vào mùa xuân và hơi lạnh vào mùa đông. Mùa mưa trên đảo bắt đầu và kết thúc muộn hơn so với các khu vực khác của tỉnh Nagasaki, và Tsushima hiếm khi chịu ảnh hưởng trực tiếp từ các cơn bão.

## Sinh thái học
Hòn đảo là nơi cư trú của mèo Tsushima, lợn rừng, hươu, Chồn mactet, và chuột nhắt. Các loài chim di cư trú chân ở đảo bao gồm diều hâu, diều mướp, đại bàng và chim lặn cổ đen. Rừng chiếm 90% diện tích hòn đảo, bao gồm các cây thường xanh, cây lá kim, cây rụng lá, bao gồm cả cây bách. Mật ong khá thông dụng, và được nhiều người biến thành mặt hàng thương mại.

## Kinh tế

### Công nghiệp
Theo điều tra năm 2000, 23,9% cư dân địa phương làm việc trong các ngành kinh tế cấp một, trong khi 19,7% và 56,4% làm việc trong các ngành kinh tế cấp hai và cấp ba. Trong các hoạt động kinh tế này, đánh cá chiếm 82,6% kinh tế cấp một, với nhiều dụng cụ chuyên dụng để đánh bắt mực ống ở bờ biển phía đông hòn đảo. Số lượng người làm trong các ngành kinh tế cấp một đã giảm xuống, còn lao động trong các ngành kinh tế cấp hai và thứ ba lại tăng lên.

### Du lịch
Du lịch của hòn đảo chủ yếu nhắm đến người Hàn Quốc, và trong thời gian gần đây đã có đóng góp lớn cho kinh tế của hòn đảo. Số du khách Hàn Quốc thăm đảo tăng mạnh sau khi đưa vào khai thác tuyến phà cao tốc từ Busan đến đảo vào năm 1999. Năm 2008, có 72.349 người Hàn Quốc đến thăm đảo. Do sự xuống giá của đồng won Hàn Quốc, con số này sụt xuống còn 45.266 năm 2009. Khách du lịch Hàn Quốc ước tính đã mang đến ¥2,1 tỉ tiền thuế cho kinh tế địa phương và tạo khoảng 260 việc làm trên đảo.
Sân bay Tsushima phục vụ nhu cầu hàng không của đảo.

## Lịch sử

### Lịch sử ban đầu
Thần thoại Nhật Bản thuật rằng Tsushima là một trong tám hòn đảo nguyên thủy được tạo ra bởi hai vị thần của Thần đạo là Izanagi và Izanami. Các bằng chứng khảo cổ cho thấy rằng Tsushima đã có người định cư đến từ quần đảo Nhật Bản và bán đảo Triều Tiên từ thời kỳ Jōmon đến thời kỳ Kofun. Theo Tam quốc chí của Trung Quốc, một nghìn hộ tại Tsushima đã hình thành nên Đối Hải Quốc (Tsuikaikoku, 対海国). Đó là một trong khoảng 30 nước hình thành nên quốc gia liên hiệp Yamataikoku (Da Mã Đài Quốc). Các hộ này kiểm soát đảo Iki, và lập các tuyến thương mại với Yayoi Nhật Bản. Do Tsushima hầu như không có đất canh tác, người dân trên đảo mưu sinh bằng ngư nghiệp và thương mại.
Bắt đầu vào thế kỷ thứ 6, Tsushima là một tỉnh (quốc) của Nhật Bản được gọi là Tsushima-no kuni. Dưới hệ thống Ritsuryō, Tsushima trở thành một "quốc" của Nhật Bản. "Quốc" này liên kết với Dazaifu (Thái tể phủ), một trung tâm kinh tế và chính trị của Kyūshū, cũng như triều đình trung ương Nhật Bản. Do vị trí chiến lược của mình, Tsushima đóng vai trò quan trọng trong việc bảo vệ Nhật Bản trước các cuộc xâm lược từ lục địa châu Á cũng như tuyến thương mại với Bách Tế và Tân La thời Tam Quốc Triều Tiên. Sau khi Bách Tế cùng với quân tiếp viện của Nhật Bản bị đánh bại trước liên quân Tân La và Đường trong trận Bạch Giang (Baekgang hay Hakusukinoe) năm 663, lính biên ải Nhật Bản đã được cử đến Tsushima, và thành Kaneda được xây trên đảo.
"Quốc" Tsushima do Tsushima no Kuni no miyatsuko (対馬国造, Đối Mã Quốc tạo) cai quản cho đến thời kỳ Nara, và sau đó là gia tộc Abiru cho đến giữa thế kỷ 13. Vai trò và tước hiệu "Tổng đốc Tsushima" do các thành viên của gia tộc Shōni kế vị nhau nắm giữa. Tuy nhiên, do gia tộc Shōni thực tế sống tại Kyūshū, gia tộc Sō, là những người lệ thuộc của gia tộc Shōni mới là những người thực sự kiểm soát hòn đảo. Gia tộc Sō cai quản Tsushima cho đến cuối thế kỷ 15.

### Lịch sử trung cổ
Tsushima là một trung tâm thương mại quan trọng vào thời kỳ trung cổ. Sau cuộc xâm nhập Nhật Bản của người Nữ Chân, giao thương dân sự đã bắt đầu giữa Cao Ly, Tsushima, Iki, và Kyūshū, song đã bị đình trệ khi Mông Cổ xâm lược Nhật Bản giữa các năm 1274 và 1281. Cao Ly sử (Goryeosa) đề cập rằng vào năm 1274, lính Cao Ly trong quân đội Mông Cổ do Kim Phương Khánh (Kim Bang-gyeong) chỉ huy đã giết chết một số lượng lớn người dân trên đảo.
Tsushima trở thành một trong những căn cứ chính của Uy khấu tức hải tặc Nhật Bản, bên cạnh Iki và Matsuura. Do các cuộc tấn công của lực lượng này, triều đình Cao Ly và tiếp theo là nhà Lý Triều Tiên, đã tìm cách xoa dịu hải tặc bằng cách thiết lập các điều ước thương mại, cũng như đàm phán với Mạc phủ Muromachi và cấp dưới của ông ở Kyūshū, để sử dụng vũ lực nhằm vô hiệu hóa hải tặc. Năm 1389, tướng Phác Uy (Pak Wi, 朴威) của Cao Ly đã cố gắng làm trong sạch hòn đảo của giặc Uy khấu, song các cuộc nổi dậy ở Cao Ly đã buộc ông phải trở về nhà.
Vào ngày 19 tháng 6 năm 1419, Triều Tiên Thái Tông đã cử tướng Lý Tòng Mậu (Yi Jong-mu) đi chinh phạt Tsushima để xóa nạn hải tặc Uy khấu, sử dụng một hạm đội gồm 227 chiến thuyền và 17.000 lính, được biết đến tại Nhật Bản với tên gọi Cuộc xâm lược Ōei. Samurai đã đánh bật quân Cao Ly về Triều Tiên vào ngày 3 tháng 7 năm 1419, buộc nước này phải từ bỏ Tsushima. Năm 1443, đại danh của Tsushima, Sō Sadamori đề xuất Hiệp ước Quý Hợi (Gyehae). Số lượng thương thuyền từ Tsushima đến Triều Tiên đã được quyết định bằng hiệp ước này, và gia tộc Sō được độc quyền thương mại với Triều Tiên.
Năm 1510, thương nhân Nhật Bản bắt đầu một cuộc nổi dậy chống lại các chính sách chặt chẽ hơn của nhà Lý Triều Tiên đối với họ khi đi từ Tsushima và Iki đến Busan, Ulsan và Jinhae để giao thương. Gia tộc So trợ giúp cho cuộc nổi dậy này, nhưng nó đã sớm bị dập tắt. Cuộc nổi dậy về sau được gọi với cái tên "Tam Phố chi loạn" (三浦の乱 (Sanbo-No-Ran) tại Nhật Bản và "Tam Phố Oa loạn" (삼포왜란) tại Triều Tiên. Thương mại tiếp tục dưới thời trị vì của Triều Tiên Trung Tông năm 1512, song chỉ được theo các điều khoản hạn chế, và chỉ có 25 tàu được phép đến Triều Tiên hàng năm.
Vào cuối thế kỷ 16, tướng Nhật Bản Toyotomi Hideyoshi đã thống nhất các đại danh dưới quyền chỉ huy của mình. Lập kế hoạch nhằm đoàn kết tất cả các phe phái bằng một sự nghiệp chung, liên minh của Hideyoshi đã xâm lược Triều Tiên bằng và dẫn đến Chiến tranh Nhật Bản – Triều Tiên (1592–1598). Tsushima là căn cứ thủy binh chính trong cuộc xâm lược này. Một số lượng lớn tù nhân Triều Tiên được chuyển đến Tsushima cho đến năm 1603.
Sau khi nỗ lực chinh phục của Nhật Bản thất bại, hòa bình được tái lập giữa hai nước. Một lần nữa, hòn đảo lại trở thành một trung tâm cho các thương nhân. Cả nhà Lý Triều Tiên và Mạc phủ Tokugawa đều cử đại diện thương mại đến Tsushima, quản lý giao thương cho đến năm 1755.

### Lịch sử hiện đại
Hải quân Đế quốc Nga đã cố gắng lập một căn cứ trên đảo vào năm 1861, song không thành công do sự can thiệp của người Anh. Do kết quả của việc bãi bỏ hệ thống phiên, phiên Tsushima Fuchu trở thành một phần của tỉnh Izuhara vào năm 1871. Trong cùng năm, tỉnh Izuhara hợp nhất với tỉnh Imari và đổi tên thành tỉnh Saga vào năm 1872. Tsushima được chuyển sang tỉnh Nagasaki vào năm 1872, các huyện Kamiagata (上県) và Shimoagata (下県) thì thống nhất thành thành phố Tsushima như ngày nay. Thay đổi này là một phần của cuộc cải cách rộng lớn trên toàn cõi Nhật Bản bắt đầu từ năm 1854. Nhật Bản khi đó đã trở thành một đất nước hiện đại và là một thế lực ở khu vực.
Sau khi chiến tranh Thanh – Nhật kết thúc bằng hiệp ước Shimonoseki, Nhật Bản cảm thấy bị sỉ nhục khi Tam Quốc can thiệp gồm Đức, Pháp và Nga ép nước này phải trả lại bán đảo Liêu Đông cho Trung Quốc bằng sức mạnh quân sự. Do đó, các nhà lãnh đạo Nhật Bàn đã dự đoán rằng một cuộc chiến với Nga hay một đế quốc phương Tây khác cuối cùng sẽ xảy ra. Giữa các năm 1895 và 1904, hải quân Nhật Bản cho đào kênh Manzeki-Seto rộng 25m và sâu 3m, sau đó mở rộng lên 40m và sâu 4,5m, qua một eo đất đá đồi núi của hòn đảo, giữa vịnh Aso ở phía tây và eo biển Tsushima ở phía đông, về mặt kỹ thuật đã chia đảo trước đây thành ba hòn đảo nhỏ. Các con kênh cho phép Nhật Bản di chuyển nhanh chóng giữa những căn cứ hải quân chính ở biển nội địa Seto qua Kanmon và eo biển Tsushima, đến eo biển Triều Tiên, hoặc các điểm ngoài của Hoàng Hải.
Trong chiến tranh Nga – Nhật năm 1905, hạm đội Baltic của Nga do Đô đốc Rozhestvensky chỉ huy, sau khi thực hiện một chuyến đi kéo dài cả năm trời từ vùng biển Baltic đến Đông Á, đã bị đánh bại bởi Đô đốc Togo Heihachiro trong Hải chiến Tsushima.
Trong chiến tranh Triều Tiên, khi quân đội Nhân dân Triều Tiên tiếp cận đến các khu vực ven biển gần Busan vào tháng 8 năm 1950, nhiều người Hàn Quốc nổi tiếng đã bỏ trốn sang Tsushima.
Ngày nay, Tsushima là một phần của tỉnh Nagasaki tại Nhật Bản. Mồng 1 tháng 3 năm 2004, 6 thị trấn trên đảo gồm Izuhara, Mitsushima, Toyotama, Mine, Kami-agata và Kami-tsushima đã hợp nhất để tạo thành thành phố Tsushima. Khoảng 700 nhân viên Lực lượng phòng vệ Nhật Bản đóng quân trên đảo để giám sát bờ biển và đại dương của địa phương.